# Yoknapatawpha County

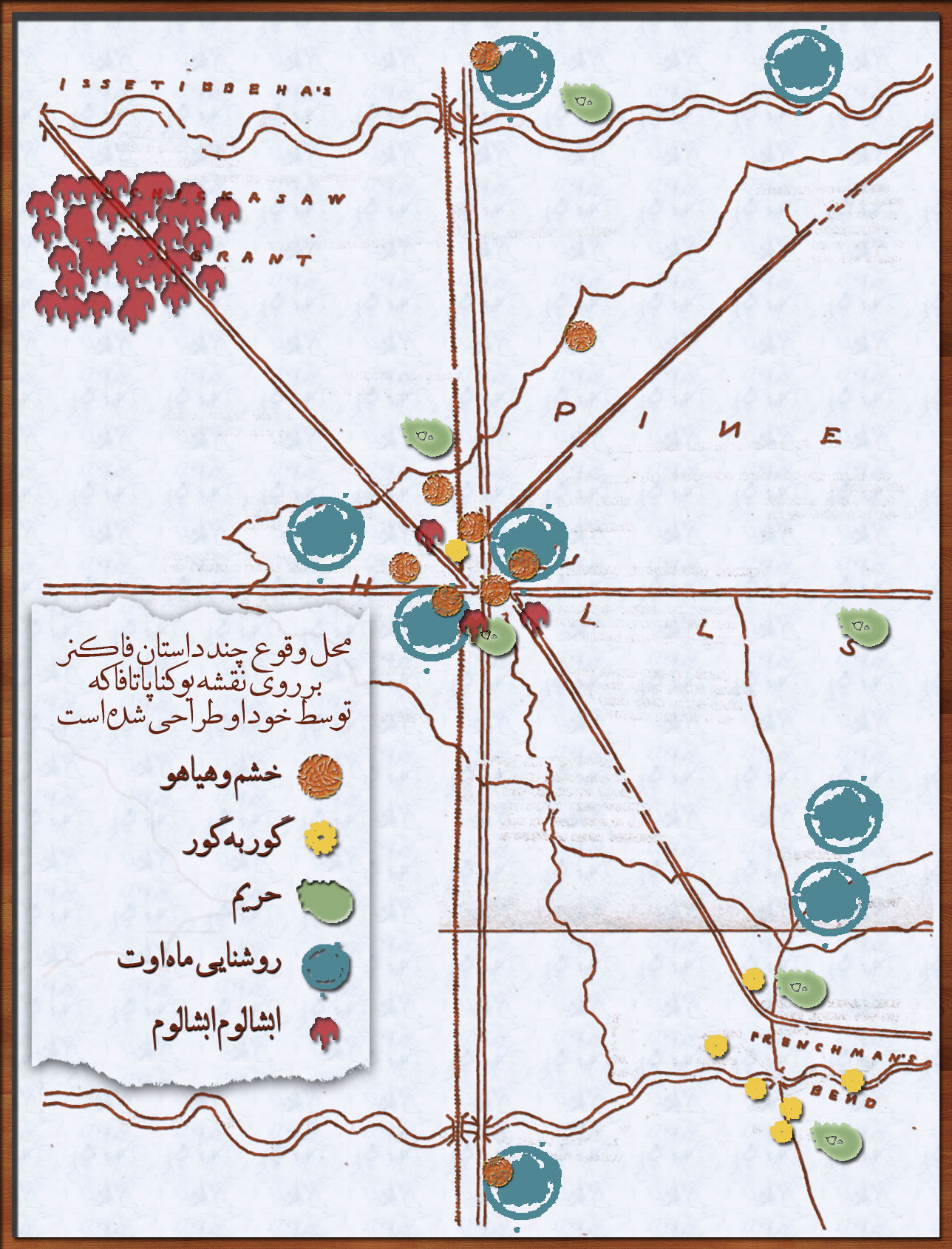
Mapa realizado por William Faulkner.

El condado de Yoknapatawpha (pronunciado [jɒknəpəˈtɔfə]) es un condado ficticio del noroeste de Misisipi, en el que transcurren varias novelas de William Faulkner. Flanqueado al norte por el río Tallahatchie y al sur por el Yoknapatawpha, ambos realmente existentes, se corresponde grosso modo con el condado de Lafayette de la realidad. Su capital es la igualmente ficticia Jefferson; el condado abarca unos 6.200 km², casi la mitad de los mismos cubiertos por bosques de pinos.
El nombre del condado, pronunciado [jɒknəpəˈtɔfə], proviene de las palabras chickasaw yocona y petopha, y significa "tierra dividida". Faulkner afirmó que como palabra compuesta significaría "agua que fluye lentamente sobre la pradera", pero esto no ha sido confirmado.
Originalmente territorio Chickasaw, las colonias blancas aparecieron a mediados del año 1800. Previo a la Guerra civil, el condado consistía en inmensas plantaciones: las de Louis Grenier en el sureste, losMcCaslin en noreste, los Sutpen en el noroeste, y los Compson y Sartoris en las inmediaciones de Jefferson. Posteriormente, el condado se compuso en su mayoría por pequeñas granjas. En 1939, la población estimada era de 25,611,  de los cuales 6,928 eran blancos y 19,313 eran negros.

## Algunos relatos ambientados en Yoknapatawpha County
- Sartoris (1929)
- El ruido y la furia  (1929)
- Mientras agonizo  (1930)
- Santuario  (1931)
- Luz de agosto  (1932)
- ¡Absalón, Absalón!  (1936)
- Los invictos  (1938)
- El villorrio  (1940)
- Desciende Moisés  (1942)
- Intruso en el polvo (1948)
- En la ciudad   (1957)
- La mansión   (1959)
- The Reivers   (1962)
- Banderas sobre el polvo  (1973)
- Una rosa para Emily  (1973)

La obra Réquiem por una monja (1951) se desarrolla también en Yoknapatawpha County.
La serie de televisión Colony  (2016) referencia a Yoknapatawpha como nombre del bar de Katie Bowman.
- Datos: Q2295828